# Улица Истиклал
Улица Истиклал или Авенија Истиклал (енгл.  — Улица независности) је једна од најпознатијих улица у Истанбулу (Турска). Викендом, током једног дана, ову улицу посети скоро 3 милиона људи (изузетак је био током пандемије Ковид 19). Смештена је у историјској четврти Бејоглу. Авенија Истиклал је лепо уређена пешачка улица, дуга 1,4 километра, у којој се налазе различити бутици, музичке продавнице, књижаре, уметничке галерије, биоскопи, позоришта, библиотеке, кафићи, пабови, ноћни клубови са живом музиком, историјске посластичарнице, продавнице чоколаде и ресторани.

## Назив улице
Током отоманског периода авенија се звала Cadde-i Kebir (Велика авенија или Grande Rue de Péra на француском). Проглашењем Републике, 29. октобра 1923. године, назив авеније промењен је у Истиклал (Независност) у знак сећања на тријумф Турске у рату за независност.

## Изглед улице
У Авенији Истиклал углавном се налазе грађевине из периода касног отоманског царства (19. и почетак 20. века), које су грађене у стилу Неокласицизма, Неоготике, Неоренесансе, Beaux-Arts, Сецесије и у турском националном стилу овог времена. Такође се може видети и неколико зграда грађених у стилу Арт декоа, из раних година Турске Републике, као и низ новијих примера модерне архитектуре.

## Локација
Улица Истиклал почиње на северном крају историјске четврти Галата (у средњем веку позната као Ђеновљанска четврт) и завршава се на Тргу Таксим. Приближно на средини авеније налази се Трг Галатасарај, на ком је смештена најстарија средња школа у Турској, Гимназија Галатасарај (Galatasaray Lisesi).
У историјској четврти Каракој (некадашња Галата), према јужном крају авеније, могуће је видети другу најстарију станицу подземне железнице на свету, опште познату као Тунел (Tünel), која је ушла у употребу 1875. године. У њеној близини налази се једна од најбољих образовних институција основаних у Турској, немачка средња школа у Истанбулу (Deutsche Schule Istanbul, или на турском Özel Alman Lisesi).
Ова космополитска авенија окружена је низом историјских и политички значајних зграда, као што су Çiçek Pasajı (Цветни пасаж) у коме се налазе мали, интимни ресторани и таверне, Balık Pazarı (Рибља пијаца), џамија Hüseyin Ağa Camii, римокатоличка црква Света Марија Драперис и Свети Антон падовански, грчка православна црква Свете Тројице (Haghia Triada), јерменска Üç Horan, неколико синагога и џамија. Осим верских објеката ту се налазе и академске институције које су током 19. века основале разне европске нације, попут Аустрије, Француске, Немачке и Италије. У Авенији Истиклал налазе се и конзулати неколико држава, укључујући Француску, Грчку, Холандију, Русију, Шпанију, Шведску и Уједињено Краљевство .

## Историја
Током отоманског периода авенија је била популарно место окупљања интелектуалаца, како локалних, тако и Европљана, као и за италијанске и француске Левантине (припаднике римокатоличке цркве на Средњем истоку). Путописци 19. века тадашњи Константинопољ (данас, Истанбул ) називали су "Паризом Истока", а описујући Авенију Истиклал истицали су њен полу-европски, полу-азијски дух.
Током 70-их и 80-их авенија је накратко изгубила на популарности, када су се њени стари становници преселили у друге  четврти Истанбула, а њене споредне улице (тада стереотипне, са баровима и ноћним клубовима са живом музиком, зване pavyon, изведено од речи павиљон ) населили су мигранти из руралних подручја Анадолије.

### Авенија Истиклал данас
Током касних 80-их и раних 90-их, под патронатом Градске општине Истанбула и Општине Бејоглу извршена је рестаурација улице. Обновљене су зграде, поплочана је новим застором, а враћена је и трамвајска линија, позната као туристичка атракција - Истанбулски трамвај "Носталгија", што је авенији вратило стари шарм и популарност. Авенија Истиклал поново је постала центар уметности и разоноде у Истанбулу, што је резултирало растом цена некретнина. Отворене су бројне нове уметничке галерије, књижаре, кафићи, пабови, ресторани, продавнице и хотели. Простори око авеније постали су домаћини многих међународних уметничких фестивала, попут годишњег Истамбулског филмског фестивала.
Авенија Истиклал је такође популарно место одржавања свих врста парада, маршева, окупљања и протеста (попут познатих демонстрација 2013.) У септембру 1955. године, током антигрчког истанбулског погрома, Авенија је током једне ноћи опљачкана. После тог инцидента била прекривена комадима стакла, спаљеним аутомобилима, одећом, разбијеном белом техником и другом робом изнешеном из обијених продавница. Године 2016, 19. марта, на раскрсници улица Истиклал и Бало, током самоубилачког бомбашког напада живот је изгубило петоро људи.